# Província de Biérastse
La província de Biérastse (en belarús Берасьце́йская во́бласьць, Berastséiskaia vóblasts) és una de les províncies de Belarús, subdivisió administrativa immediatament inferior a l'estat. La capital és Biérastse. Limita a l'oest amb Polònia, al sud amb Ucraïna, al nord amb la província de Hrodna i la província de Minsk i a l'est amb la província de Hómiel. És dividida en 16 districtes o raions.

## Districtes
- Raion de Barànavitxy (Бара́навіцкі раён, transcrit al català: Barànavitski raion)
- Raion de Biaroza (Бяро́заўскі раён, transcrit: Biarózauski raion)
- Raion de Brest, també de Biérastse o Biaréstse (Брэсцкі раён, transcrits: Brestski raion)
- Raion de Drahitxyn (Драгі́чынскі раён, transcrit: Dràhitxynski raion)
- Raion de Hàntsavitxy (Га́нцавіцкі раён, transcrit: Hànsavitski raion)
- Raion de Ivànava, també raion de Iànau (Іва́наўскі раён, transcrits: Ivànauski raion)
- Raion de Ivatsèvitxy (Івацэ́віцкі раён, transcrit: Ivatsévitski raion)
- Raion de Jàbinka (Жа́бінкаўскі раён, transcrit: Jàbinkauski raion)
- Raion de Kamianiets (Камяне́цкі раён, transcrit: Kamianietski raion)
- Raion de Kobrin (Ко́брынскі раён, transcrit: Kóbrynski raion)
- Raion de Liàkhavitxy (Ля́хавіцкі раён, transcrit: Liàkhavitski raion)
- Raion de Luninéts (Луніне́цкі раён, transcrit: Luninétski raion)
- Raion de Malaríta (Малары́цкі раён, transcrit: Malarítski raion)
- Raion de Pinsk (Пі́нскі раён, transcrit: Pinski raion)
- Raion de Prujani (Пружа́нскі раён, transcrit: Prujanski raion)
- Raion de Stolin (Сто́лінскі раё́н, transcrit: Stólinski raion)

## Ciutats i pobles principals
Ciutats i pobles principals per ordre d'habitants d'acord amb dades del 2004:
- Biérastse (belarús: Бе́расьце; rus: Брест) 298.300
- BarànavitxI (belarús: Бара́навічы; rus: Барановичи) - 168.600
- Pinsk (Пінск) - 130.500
- Cobrin (Ко́брын, també Ко́брын) - 50.800
- Biaroza, també Biaroza-Kartúskaia (Бяро́за, abans del 1945, Бяро́за-Карту́ская, Biaroza-Kartúskaia) - 29.700
- IvatsèvitxI (Івацэ́вічы) - 24.100
- Luninets (Луніне́ц) - 23.900
- Prujani, també Prujana (Пружа́ны, Пружа́на) - 19.800
- Ivànava, també Ianava (Іва́нава, abans del 1940: Я́наў, Яно́ва o Яна́ва, Iànau, també Ianova, Ianava)- 16.300
- Drahitxin (Драгі́чын) - 15.000
- Hàntsavitxi (Га́нцавічы) - 14.800
- Mikaixèvitxi (Мікашэ́вічы, assentament de tipus urbà) - 13.700
- Bielaaziorsk (Белаазё́рск) - 13.200
- Jàbinka (Жа́бінка) - 12.800
- Stolin (Сто́лін) - 12.500
- Liàkhavitxi (Ля́хавічы) - 11.600
- Malaríta (Малары́та) - 11.500
- Kamianiets (Камяне́ц) - 8.700
- David-Haradok (Давы́д-Гарадо́к) - 7.100
- Vissòkaie, Vyssoka-Litousk (Высо́кае, abans del 1939: Высо́ка-Літо́ўск, Vyssoka-Litousk) - 5.300
- Kòssava, també Kóssau (Ко́сава, Ко́саў) - 2.400